# Oneida (New York)
Oneida is een plaats (city) in de Amerikaanse staat New York, en valt bestuurlijk gezien onder Madison County.

## Demografie
Bij de volkstelling in 2000 werd het aantal inwoners vastgesteld op 10.987.
In 2006 is het aantal inwoners door het United States Census Bureau geschat op 10.935, een daling van 52 (-0.5%).

## Geografie
Volgens het United States Census Bureau beslaat de plaats een oppervlakte van
57,2 km², waarvan 57,1 km² land en 0,1 km² water. Oneida ligt op ongeveer 130 m boven zeeniveau.

## Plaatsen in de nabije omgeving
De onderstaande figuur toont nabijgelegen plaatsen in een straal van 12 km rond Oneida.